# Torre delle ore (Pietrasanta)
La Torre delle ore è la Torre civica di Pietrasanta, anche se è separata dall'edificio del Palazzo comunale.

## Storia e descrizione
La Torre sorge sulla piazza del Duomo e fu costruita in forme gotiche tra il 1530 ed il 1534, per un costo di 50 lire.
In origine l’edificio terminava con un coronamento a cuspide. Nel 1706 venne restaurato e nel 1860 fu modificato nell'aspetto attuale. 
In realtà un orologio pubblico a Pietrasanta esisteva già nel XIV secolo ed era collocato dapprima sulla Rocca Arrighina, poi sul vecchio campanile del Duomo ed infine nell’attuale torre. L’antico meccanismo dell’orologio aveva solamente la lancetta delle ore ed era dotato di una campana di bronzo. L’attuale campana è opera del fonditore Raffaello Magni di San Quirico di Valleriana e risale al 1860. Essa può essere udita ancora oggi ogni 30 minuti per segnalare lo scorrere delle ore e delle mezz’ore.